# Flik 17
La Fliegerkompanie 17 (abbreviata in Flik 17) era una delle squadriglie della Kaiserliche und Königliche Luftfahrtruppen.

## Storia

### Prima guerra mondiale
La squadriglia fu fondata nel 1915, durante la prima guerra mondiale. Il 3 giugno da Parndorf fu condotta sul fronte italiano, a Gardolo vicino a Trento con 2 Fokker E.I e 2 Lloyd C.I (precedente versione del Lloyd C.II) per il k.k. Landesschützen del Tirolo che era supportato dagli Alpenkorps. Il 4 febbraio 1916 la squadriglia, insieme alle Flik 7 e Flik 16, inviò quattro aerei al primo bombardamento a lunga distanza contro Milano. Dal 20 maggio successivo era inquadrata nella 11ª Armata sempre a Gardolo al comando del Hptm Eugen Steinner-Göltl con 4 Lohner B.VII ed 1 Lloyd C.II. Ebbe anche base all'Aeroporto di Cirè di Pergine Valsugana.
Nel marzo del 1917 arriva al reparto l'asso Otto Jäger, che il 2 maggio, ebbe le gambe rotte dall'impatto con un'elica in rotazione.
Nel maggio-giugno 1917 era a Gardolo con 6 Hansa-Brandenburg C.I.
In seguito alla riorganizzazione dell'Aeronautica nel luglio 1917, venne assegnata a compiti di divisione (Divisioni-Kompanie, Flik 17D). Il 24 ottobre, partecipò del gruppo dell'esercito di Konrad Krafft von Dellmensingen nella Battaglia di Caporetto e, nel giugno 1918, nella Battaglia del solstizio. Nel settembre 1918, diventa un'unità assegnata al Corpo (Korps-Kompanie, Flik 17K) a Gardolo nella 10 Armee di Alexander von Krobatin.
Dopo la guerra, fu eliminata con l'intera aviazione austriaca.
Tra le sue file vi era l'asso Rudolf Szepessy-Sokoll che ottenne una vittoria nella squadriglia il 4 febbraio 1916 su Lohner B.VII contro un Caudron.